# Prekmurees
Het Prekmurees (standaard-Sloveens Prekmurščina, Prekmurees: Prekmürski jezik, Prekmürščina) is de oostelijkste Sloveense dialectgroep. Het is in het Prekmurje en het daarachterliggende tweetalige gebied in Hongarije rond de stad Szentgotthárd in gebruik, dus in het gehele Sloveense taalgebied over de Mur.
Omdat tot na de Eerste Wereldoorlog het gehele gebied bij het koninkrijk Hongarije hoorde ontwikkelde zich op basis van dit dialect in de achttiende eeuw een eigen standaardtaal, die tot het twintigste eeuw in gebruik was, in tegenstelling tot het standaard-Sloveens dat zich in de Krain, Karinthië, Stiermarken en het Küstenland doorzette.
Een ander Sloveens dialect dat een aparte standaardtaal ontwikkelde, maar dan aan de andere kant van het taalgebied en op veel kleinere schaal, is het Resiaanse in Resia.

## Geschiedenis
In 1715 werd in Halle het eerste Prekmurese drukwerk uitgegeven, Mali Katehismus, een gedeeltelijke vertaling van Maarten Luthers Großer Katechismus. Een standaardisering gebeurde na 1771, aangedreven door de toenmalige bisschop van Szombathely. Op basis van deze standaard werd daarna op Hongaarse scholen Sloveens onderwijs gegeven; er ontstond literatuur in deze taal en er werden kranten uitgegeven.
Na de Eerste Wereldoorlog viel het grootste deel van het Prekmurese taalgebied aan de SHS-staat. Ook in het Sloveense taalgebied dat bij Hongarije bleef, werd het standaard-Sloveens in het onderwijs ingevoerd. In sommige kranten bleef het nog ongeveer tot het einde van de Tweede Wereldoorlog in gebruik.

## Dialecten
Het Prekmurees is een dialect-groep. De afzonderlijke dialecten zijn:
- Porabsko: langs de Rába, rond Szentgotthárd
- Goričko: opper dialect; noordelijk Prekmurje
- Ravensko: vlaktendialect; midden Prekmurje
- Soboško: Murska Sobota
- Dolinsko: neders; zuidelijk Prekmurje